# قومية أفريقانية

القومية الأفريقانية (بالأفريقانية: Afrikanernasionalisme) هي إيديولوجية سياسية وُلِدت في أواخر القرن التاسع عشر بين الأفريقانيين في جنوب أفريقيا. تأثرت بشدة بالمشاعر المُعادية لبريطانيا التي نمت بقوة بين الأفريقانيين، خاصةً بسبب حروب البوير.
وفقاً للمؤرخ تي. دنبار مودي، يُمكن وصف القومية الأفريقانية بأنها نوع من الدين المدني الذي يجمع بين تاريخ الأفريقانيين، واللغة الرسمية (الأفريقانية) والكالفينية الأفريقانية كرموز رئيسيَّة. كان المؤيد الرئيسي للأيديولوجية منظمة الأخوية السرية والحزب الوطني الذي حكم البلاد من عام 1948 إلى عام 1994. من بين المنظمات الأخرى التي تتماشى مع الفكر القومي الأفريقاني يوجد اتحاد المنظمات الثقافية الأفريقانية (بالأفريقانية: Federasie van Afrikaanse Kultuurvereniginge)‏، ومعهد التربية الوطنية المسيحية والرابطة البيضاء لحماية العمال.